# Jan Miense Molenaer
Jan Miense Molenaer (talvolta scritto Molenaar; Haarlem, 1610 ca. – Haarlem, 15 settembre 1668) è stato un pittore olandese, tra gli esponenti del periodo noto come Secolo d'Oro.
La sua attività, che si dipanò tra la sua città natale, Haarlem, e Amsterdam, fu influenzata dall'incontro con pittori quali Rembrandt e Frans Hals. Il suo stile, inizialmente vicino a quello di Frans Hals, ma successivamente più prossimo a quello di pittori quali Adriaen van Ostade e Brouwer, fu precursore di quello di Jan Steen; fu marito e collaboratore della pittrice Judith Leyster.
Pittore di genere, rappresentò soprattutto musicisti, ma anche molte scene di taverna, scene religiose, ritratti, ecc., Le sue opere sono esposte ad Amsterdam, Berlino, Braunschweig, Budapest, Copenaghen, Cracovia, Firenze, Gand, Manchester, Parigi, Seattle, Stoccolma, Vienna, ecc.

## Biografia
Jan Miense Molenaer nacque a Haarlem intorno al 1610.
Visse inizialmente a Haarlem o nella vicina Heemstede.
Assieme alla pittrice Judith Leyster, con la quale si sposò nel 1636 e con la quale condivise parte della sua attività, fu probabilmente allievo di Frans Hals, del quale subì inizialmente l'influsso. Vicino a quest'ultimo, sorgeva ad inizio carriera anche il proprio studio.
Ad inizio carriera, soleva firmare i propri quadri come J. M. Rolenaer, ovvero fondendo la "M" del secondo prenome con la "M" del cognome. Uno dei suoi quadri più famosi del suo periodo di attività risale al 1630.
Dopo il matrimonio, tra gli anni trenta e quaranta, trasferì la propria attività ad Amsterdam.
Morì a Haarlem nel settembre 1668. Fu sepolto il 19 settembre dello stesso anno nella chiesa di San Bavone.

## Opere (lista parziale)

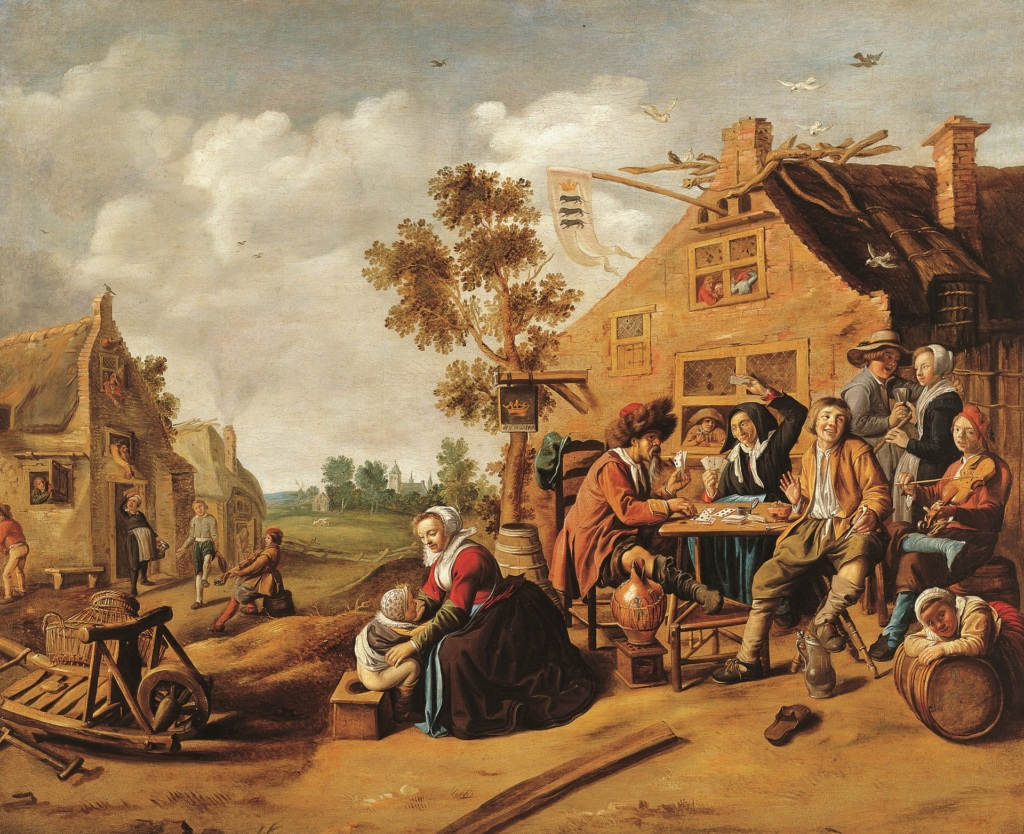
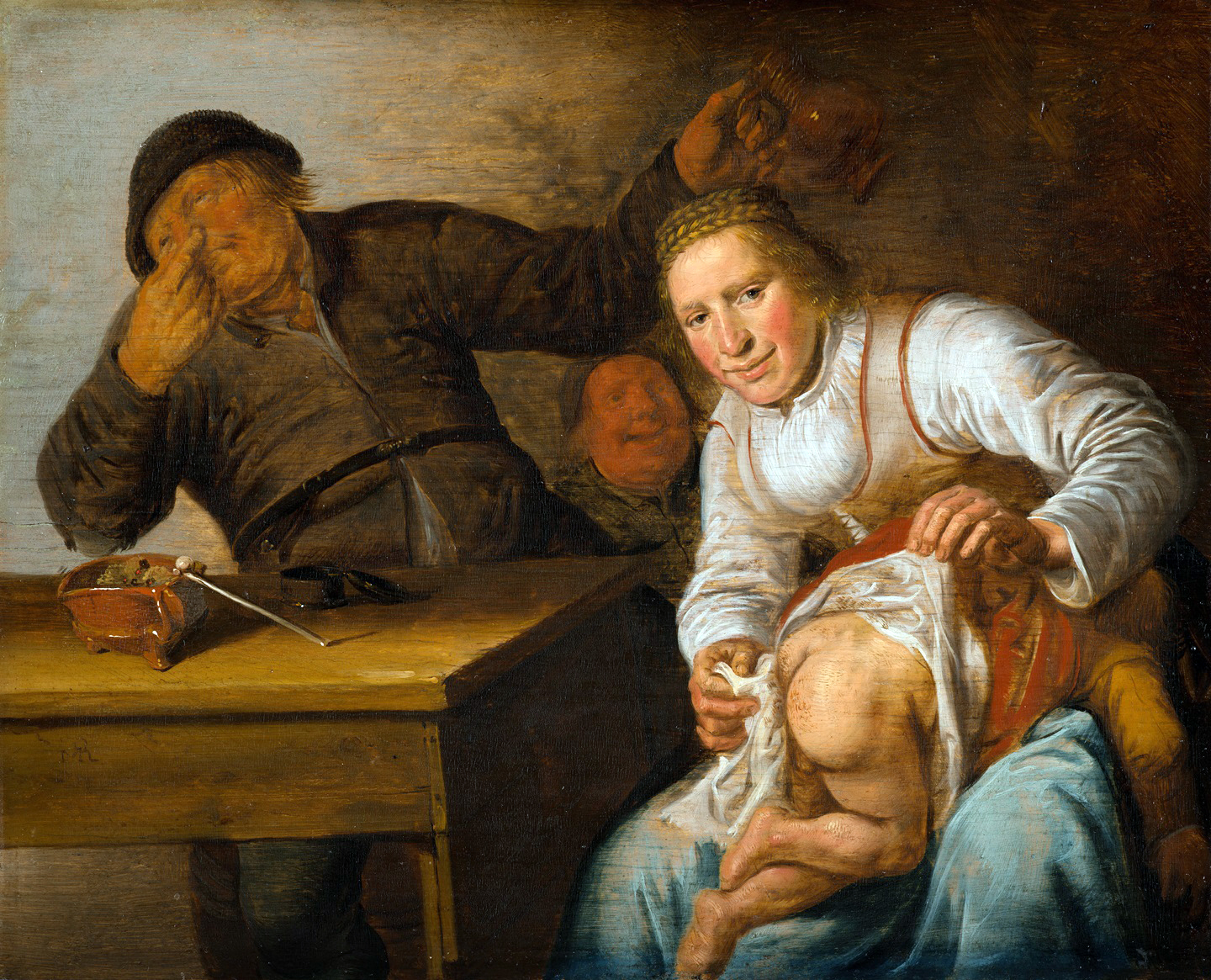
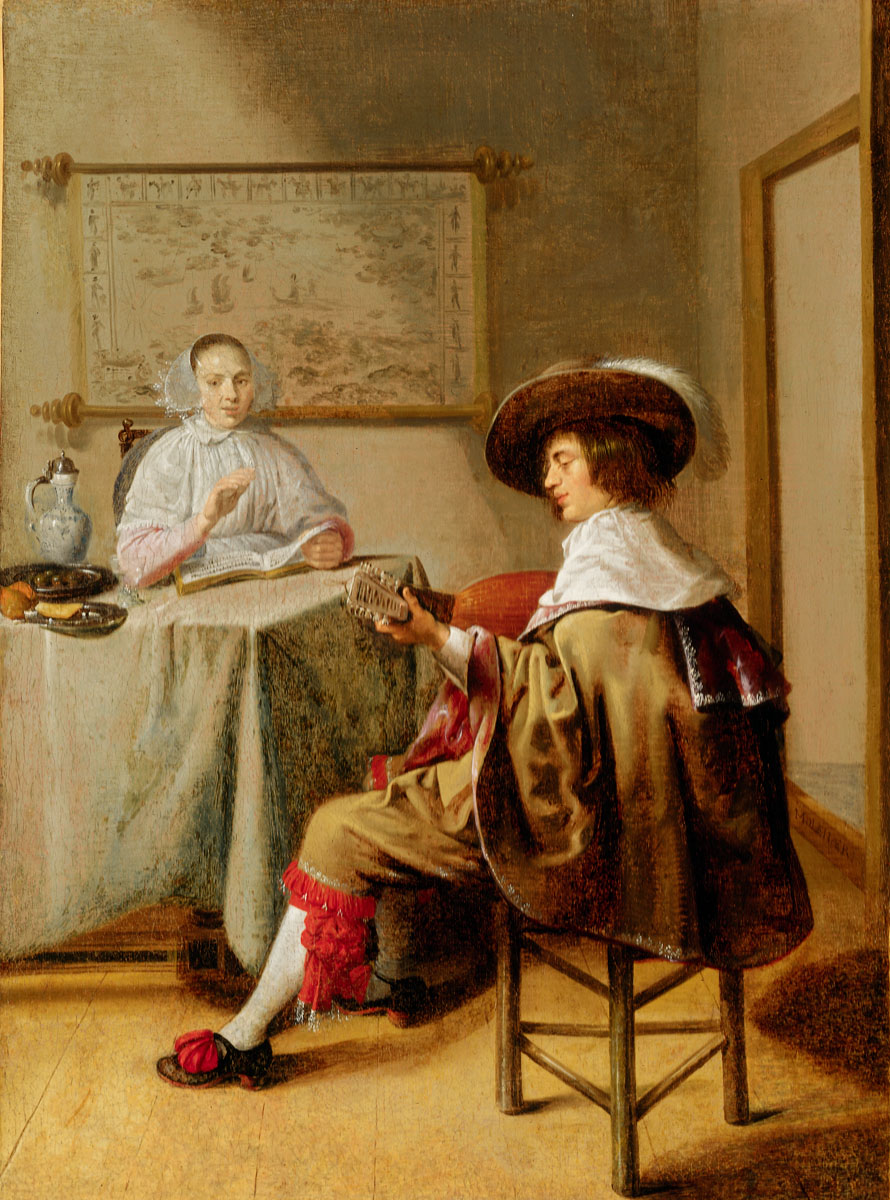
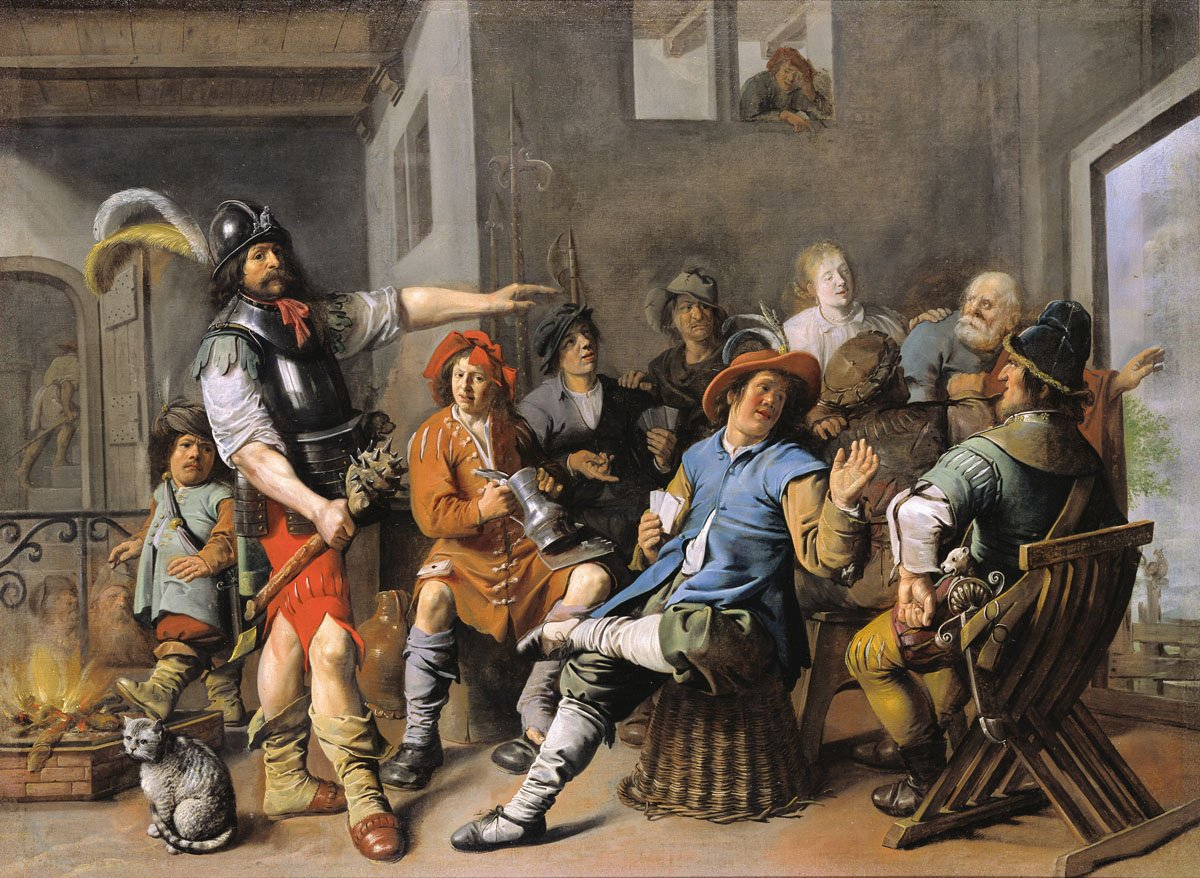
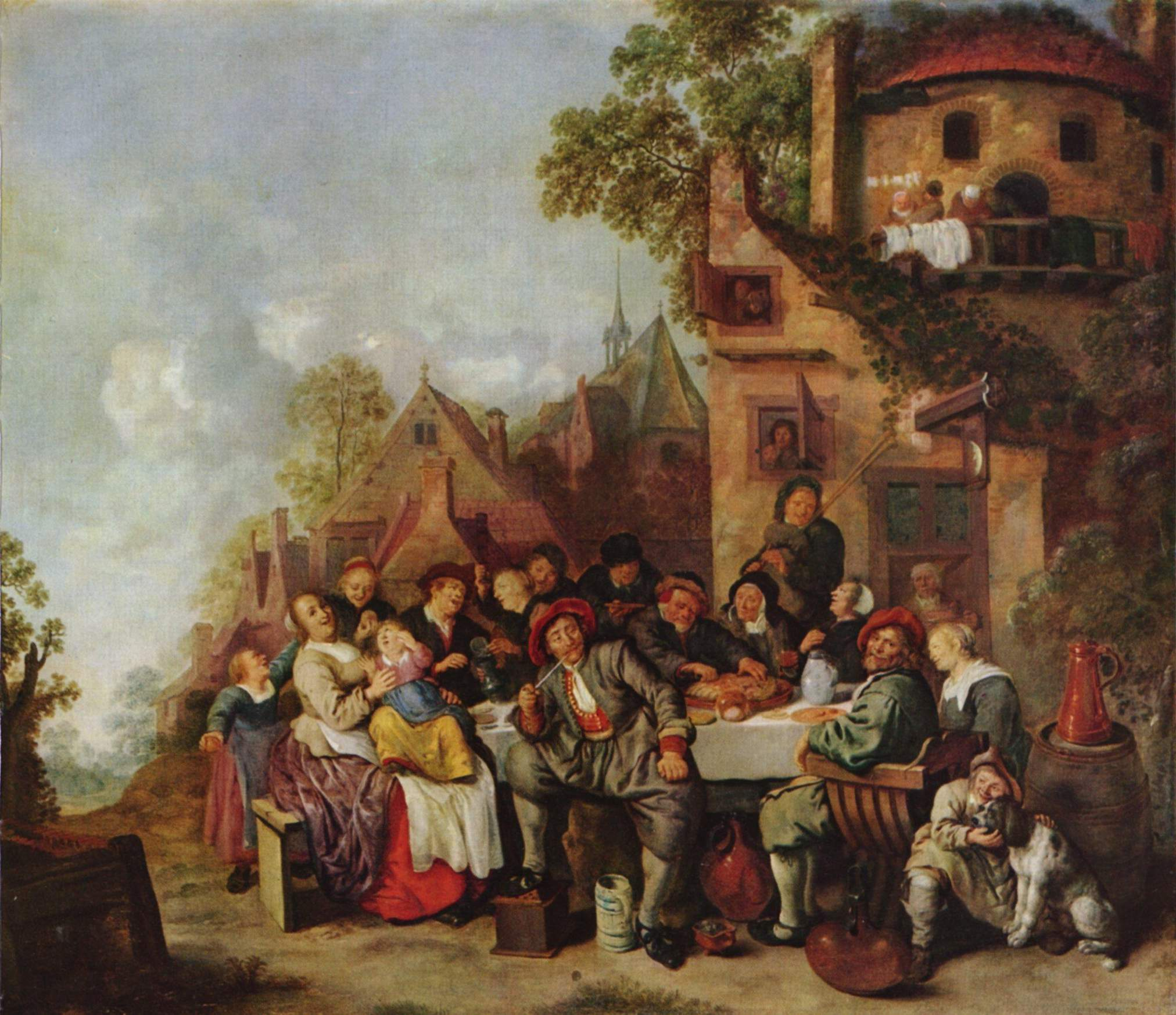
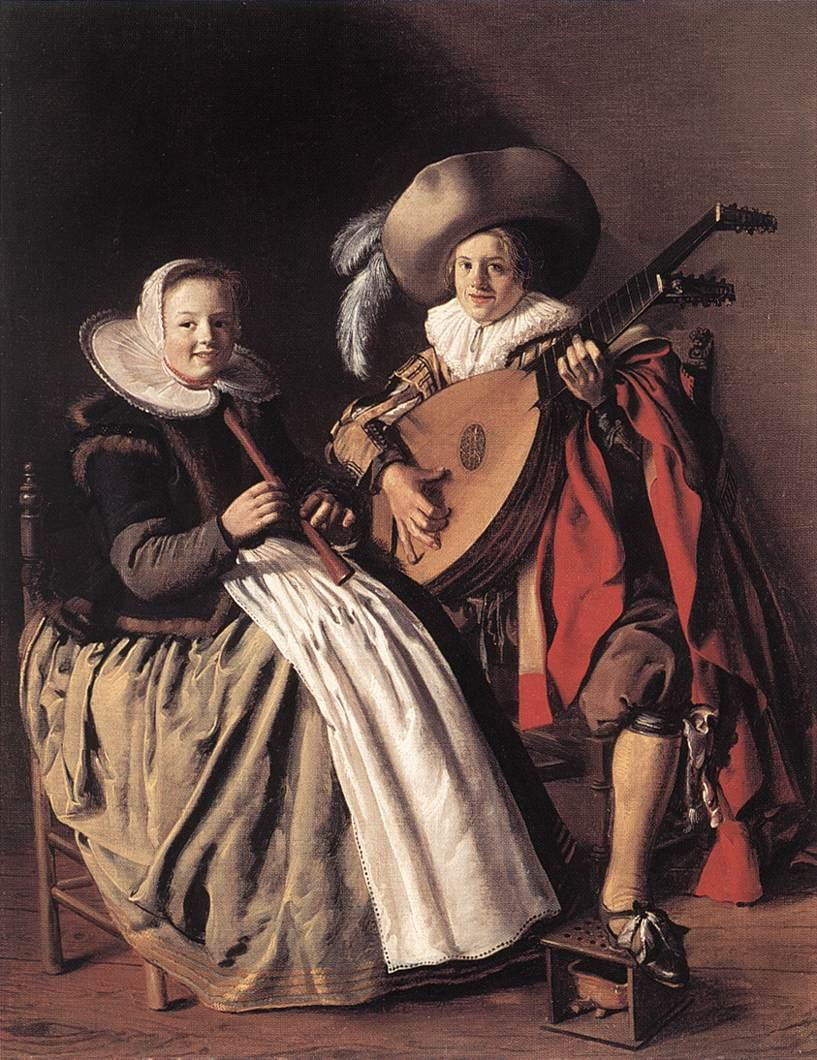

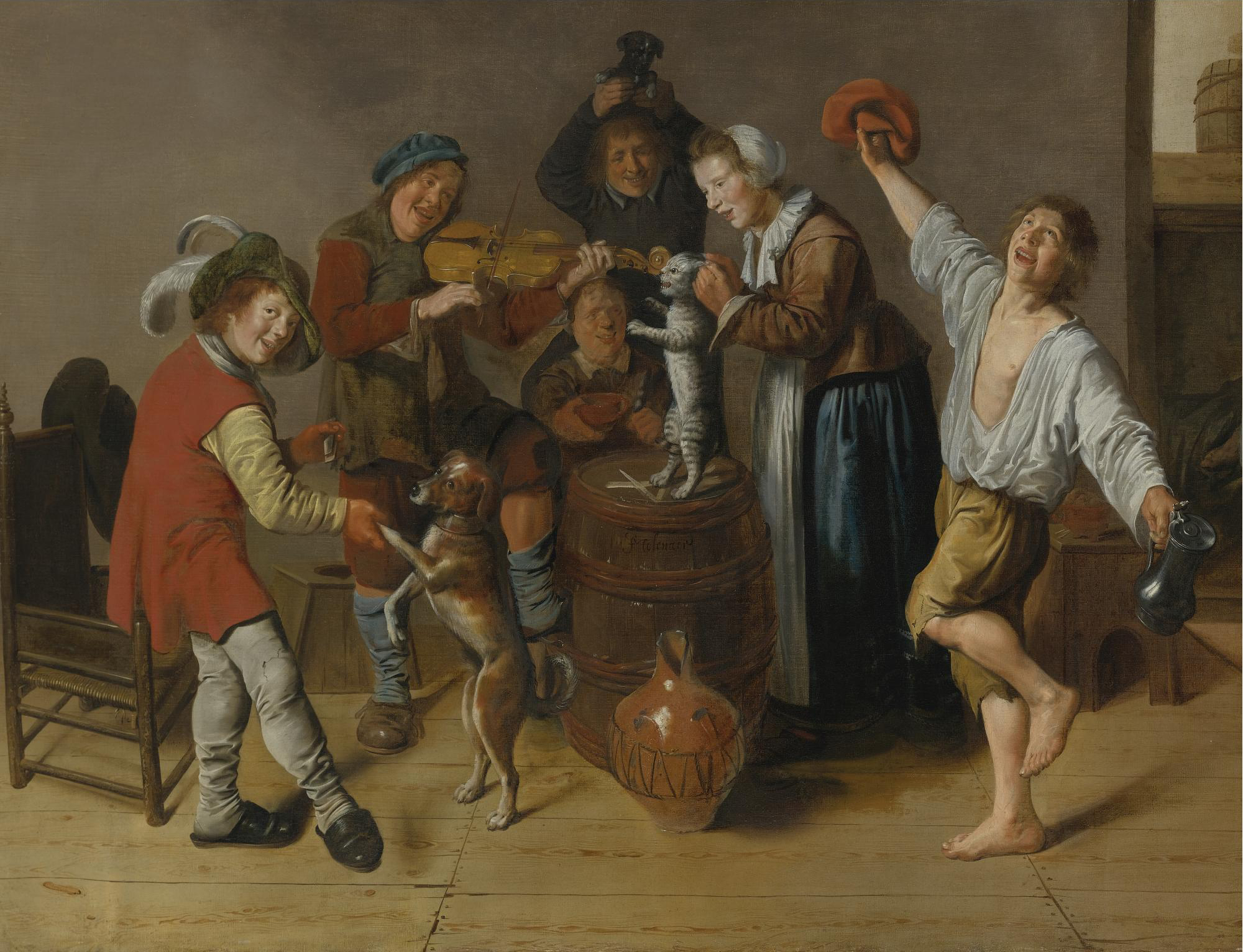
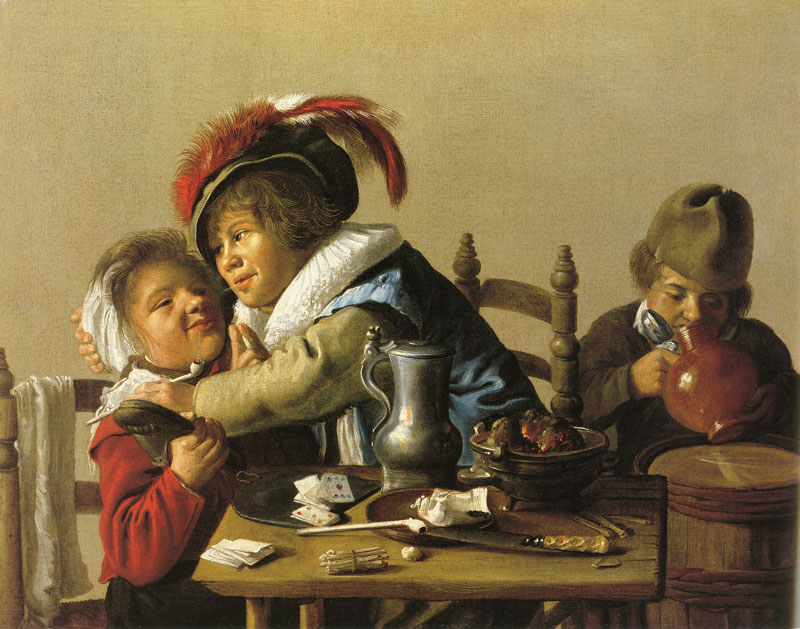
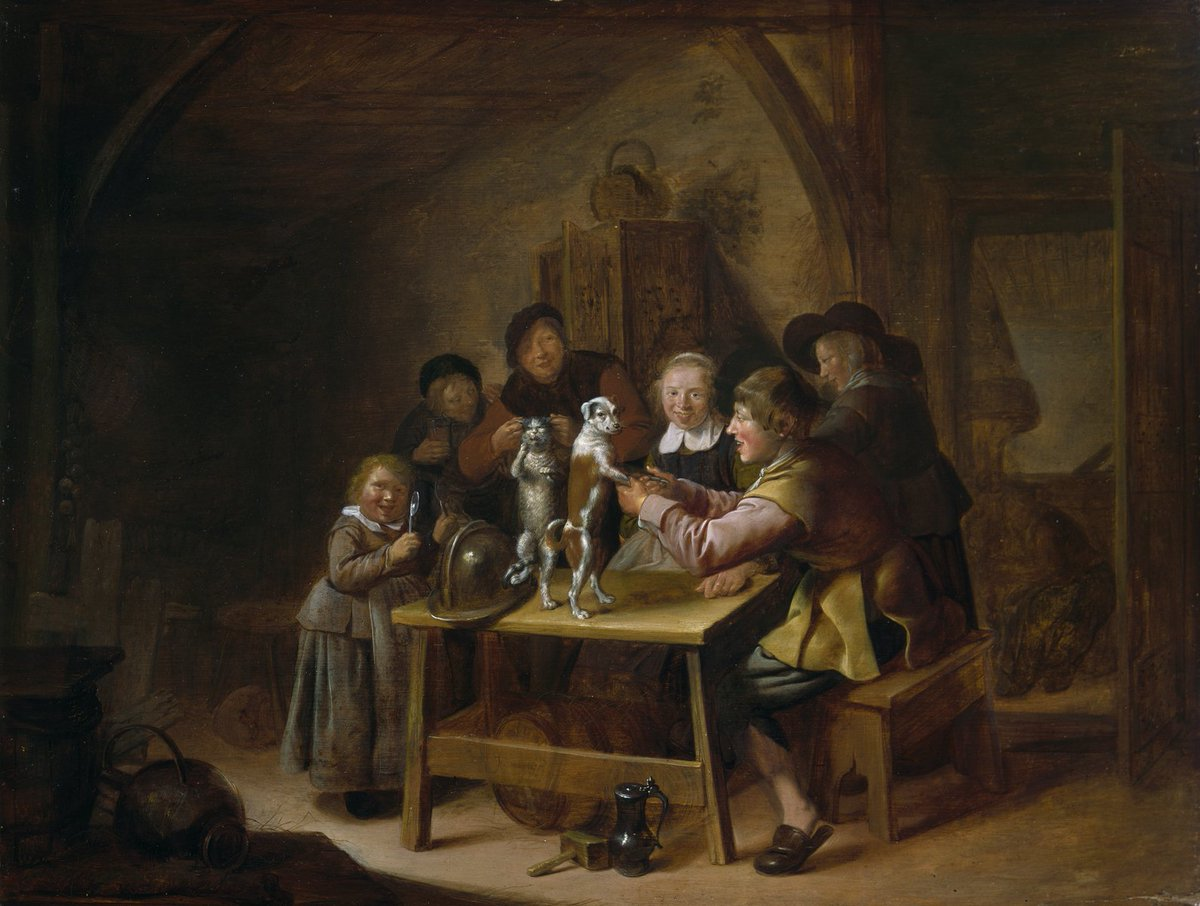
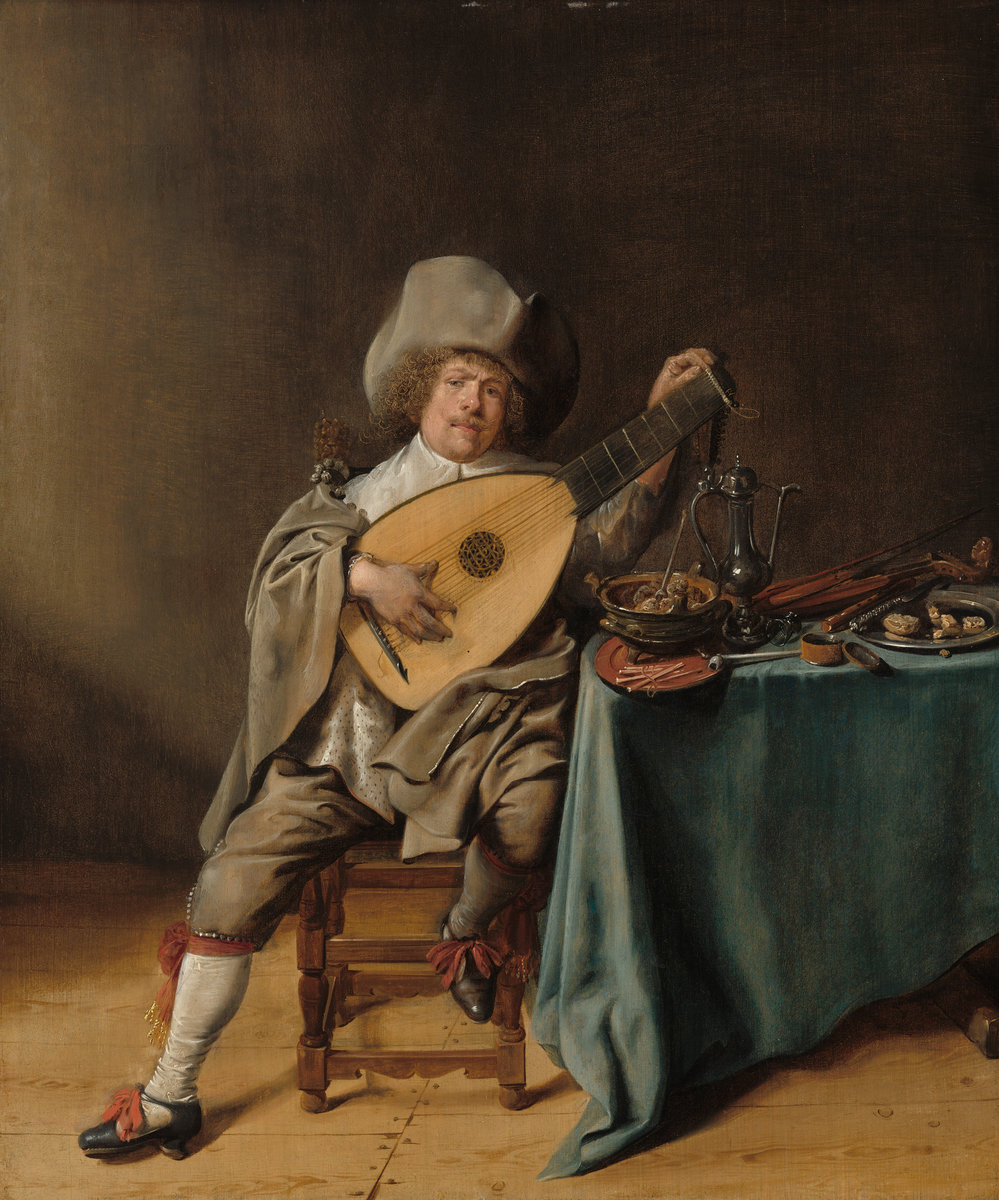
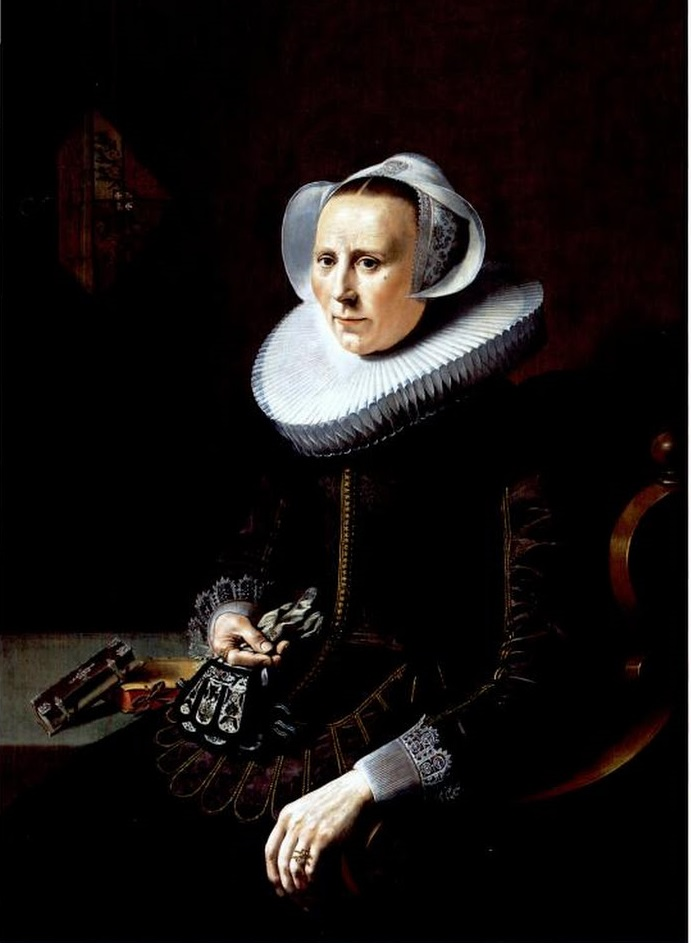
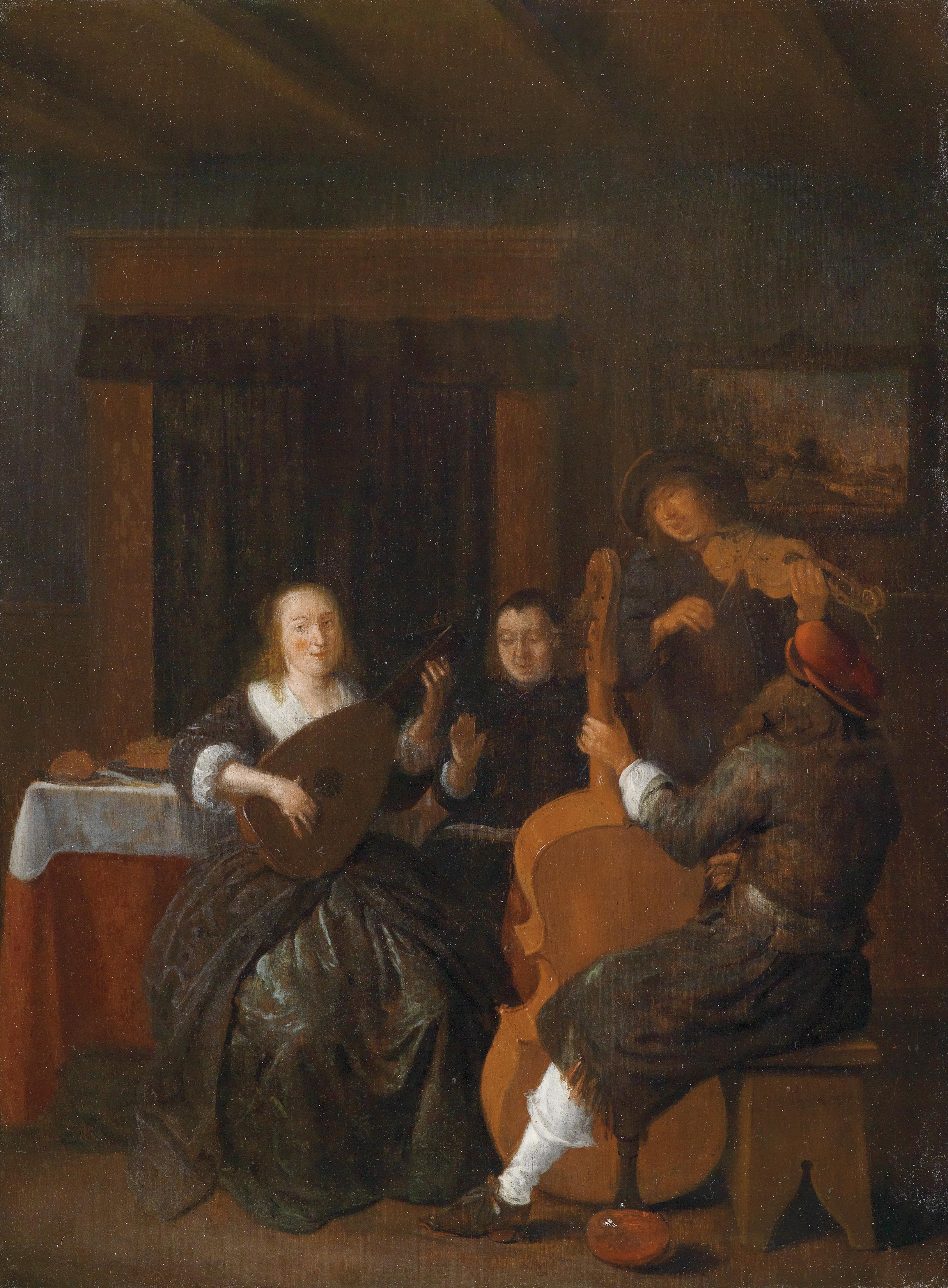

- La dama al virginale, conservato nel Rijksmuseum di Amsterdam[3]
- Il duetto, conservato nel Seattle Art Museum[2]
- Famiglia di musicisti, conservato nel Frans Hals Museum di Haarlem[2]
- I giocatori di carte, conservato nel Currier Museum di Manchester[2]
- La kermesse, conservato nel Museo delle Belle Arti di Gand[3]
- Il musicista, conservato nel Museo delle Arti di Budapest[2]
- Paesani che bevono, conservato nella Galleria degli Uffizi, Firenze[2]
- Paesani in una taverna che giocano con le mani[2]
- Il tradimento di Pietro[2]

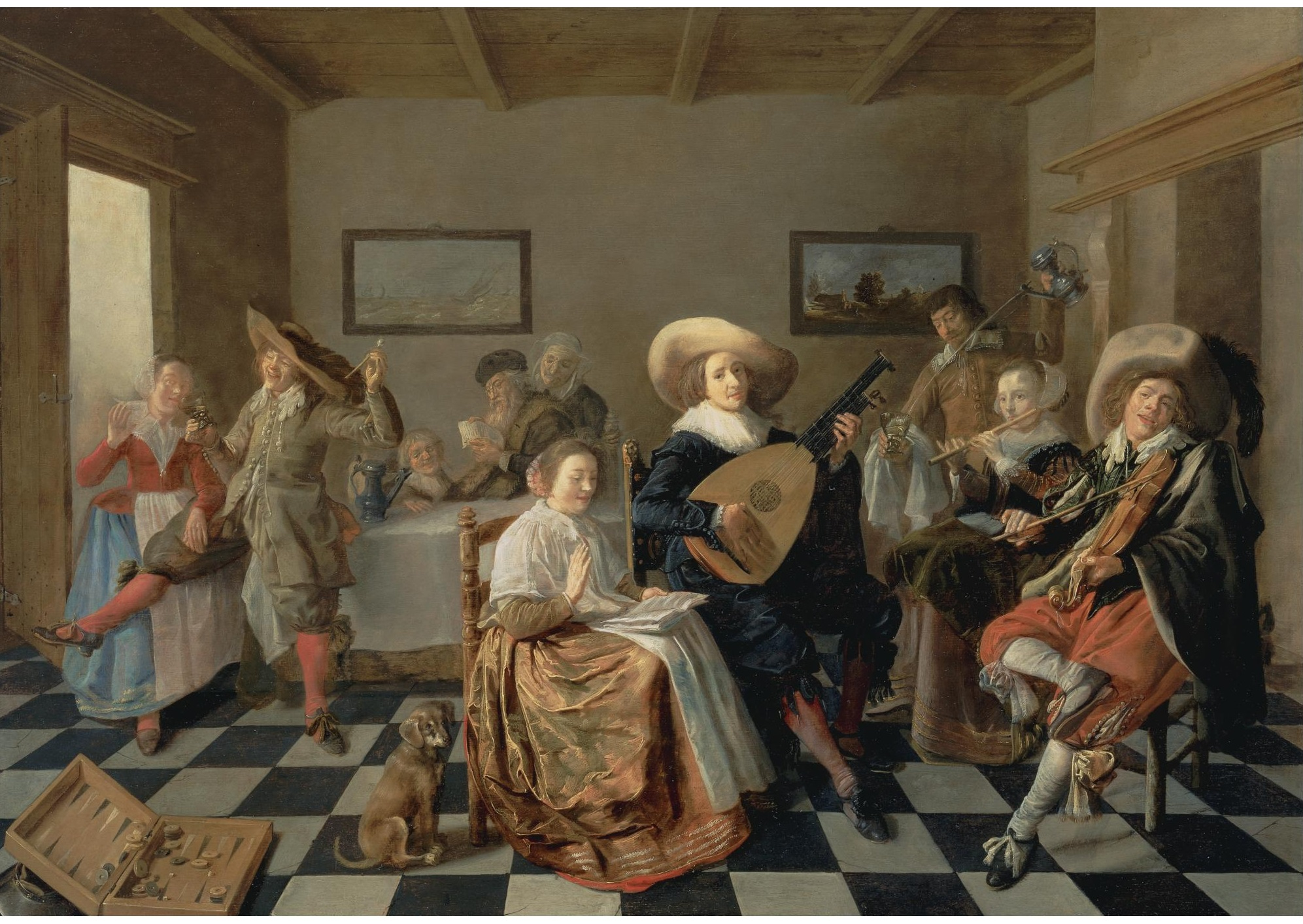
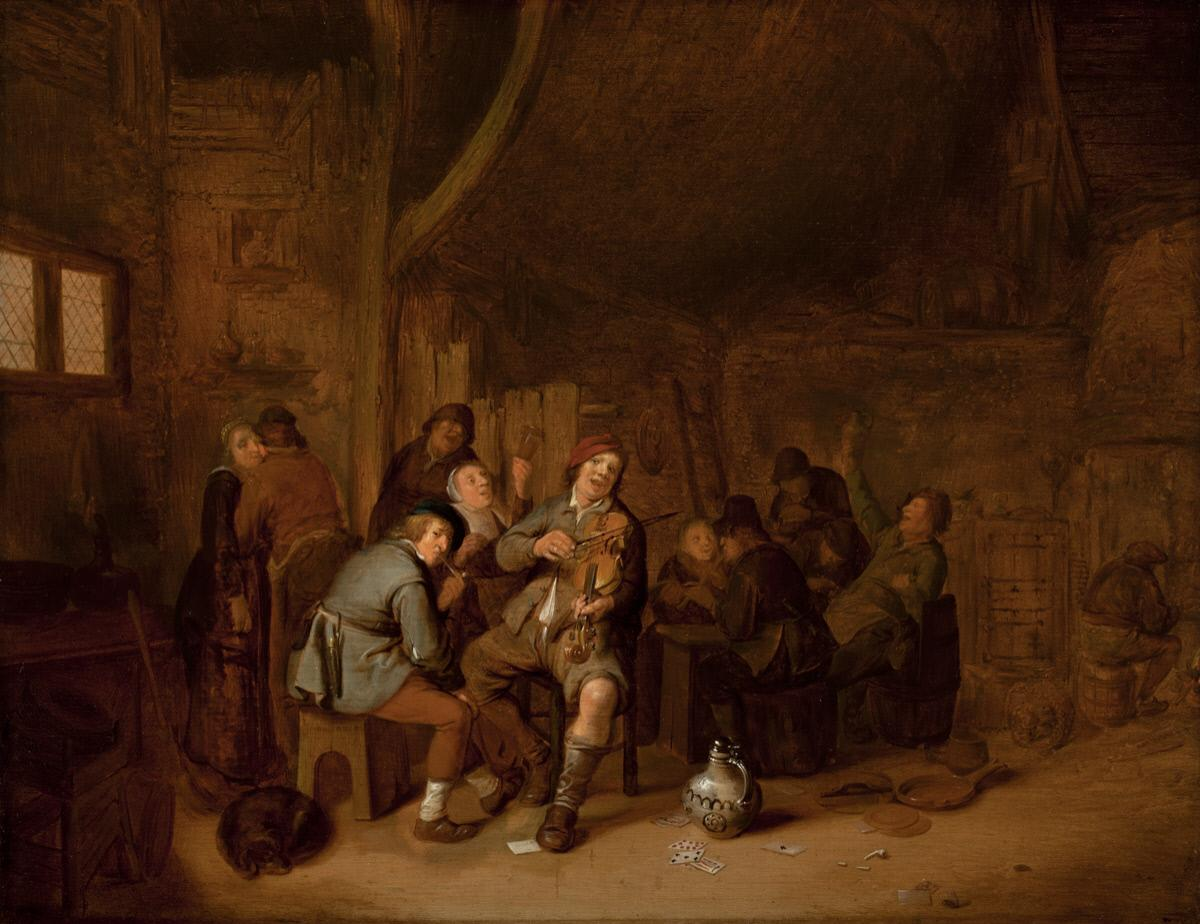
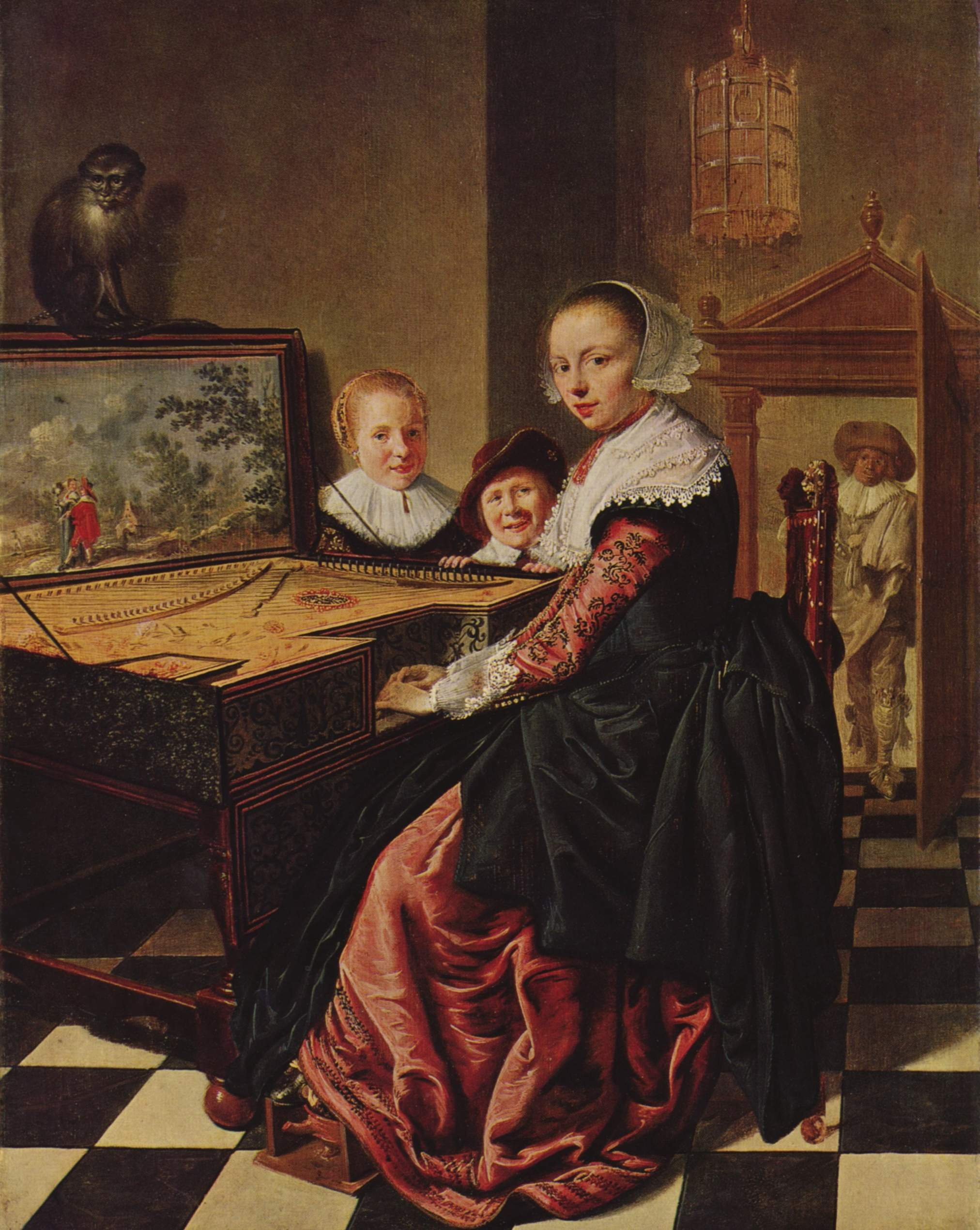
La dama al virginale
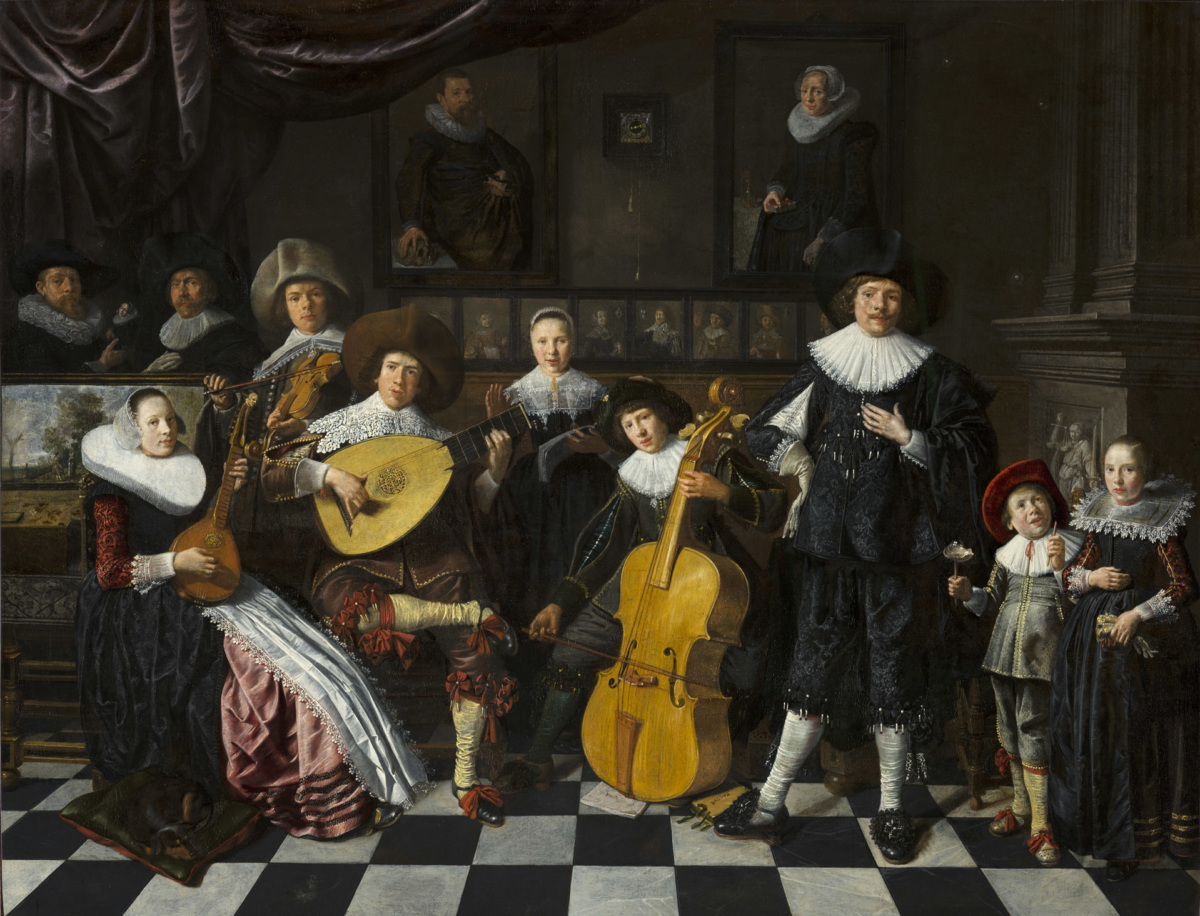
Famiglia di musicisti
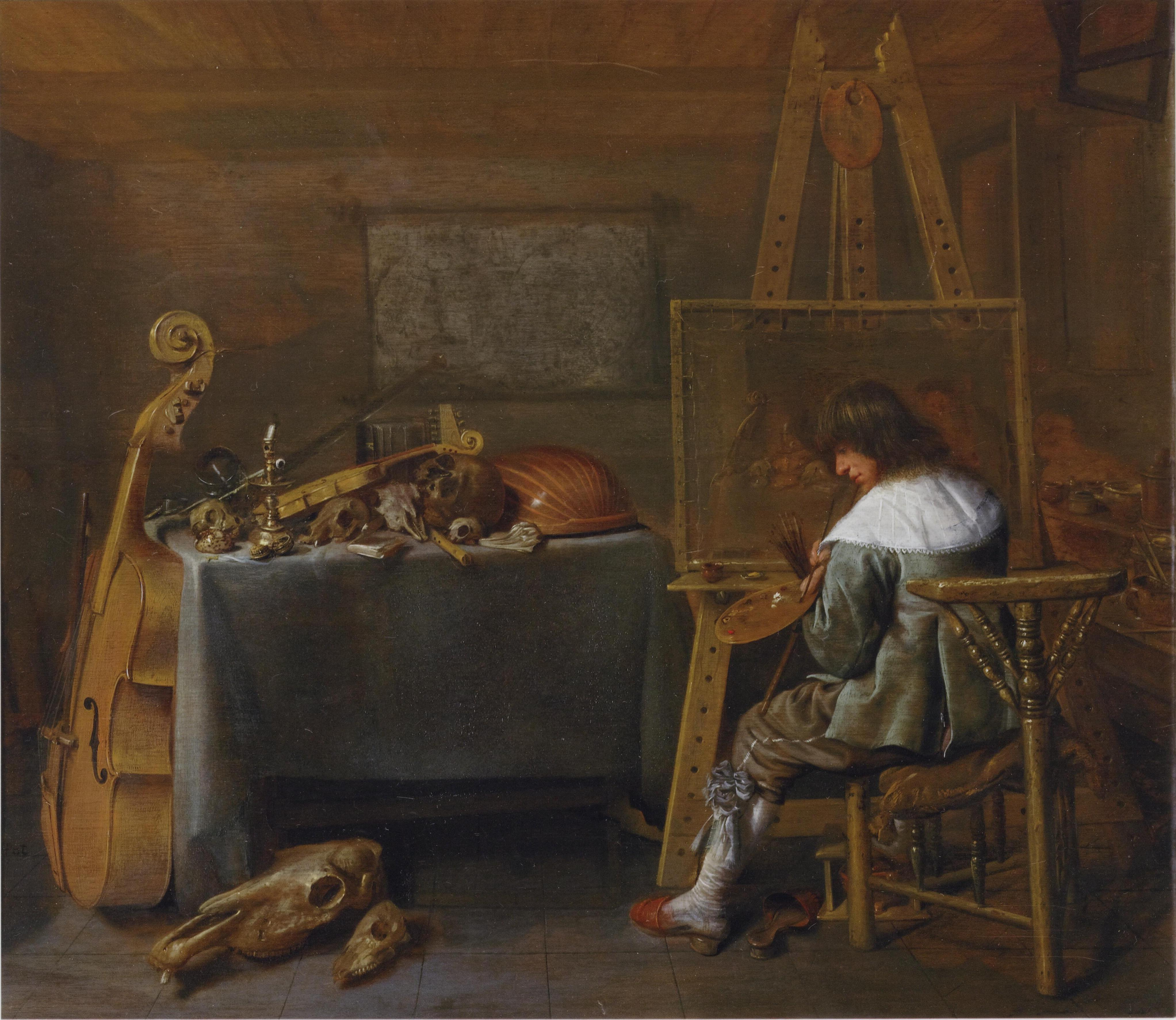
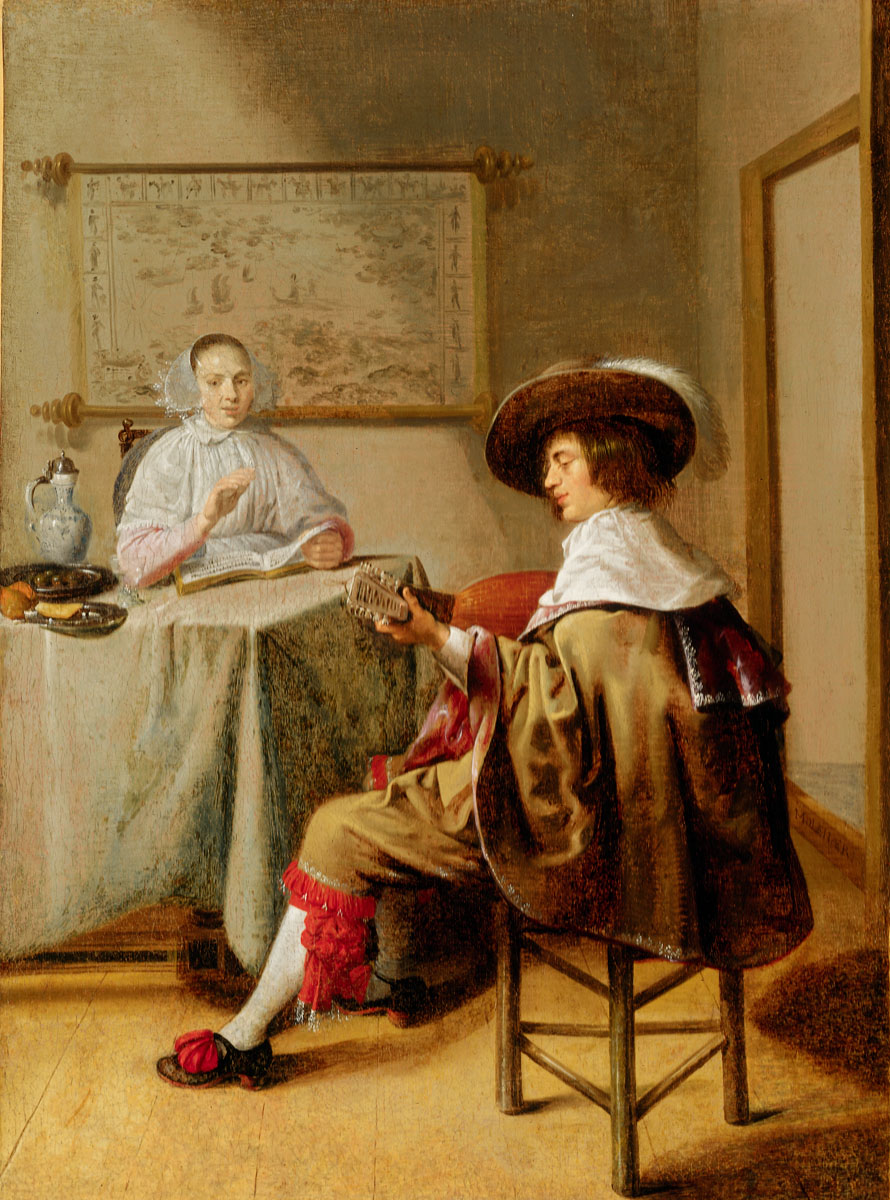